# Iahnie de cartofi
Iahnia de cartofi, numită și mâncare de cartofi sau tocăniță de cartofi reprezintă o mâncare în bucătăria românească, fiind pregătită cu predilecție ca fel de post. Rețeta diferă uneori, dependent de regiune. Cuvântul „iahnie” se trage din limba turcă drept yahni, cunoscut și în Bulgaria sub denumirea iahnija.

## Ingrediente

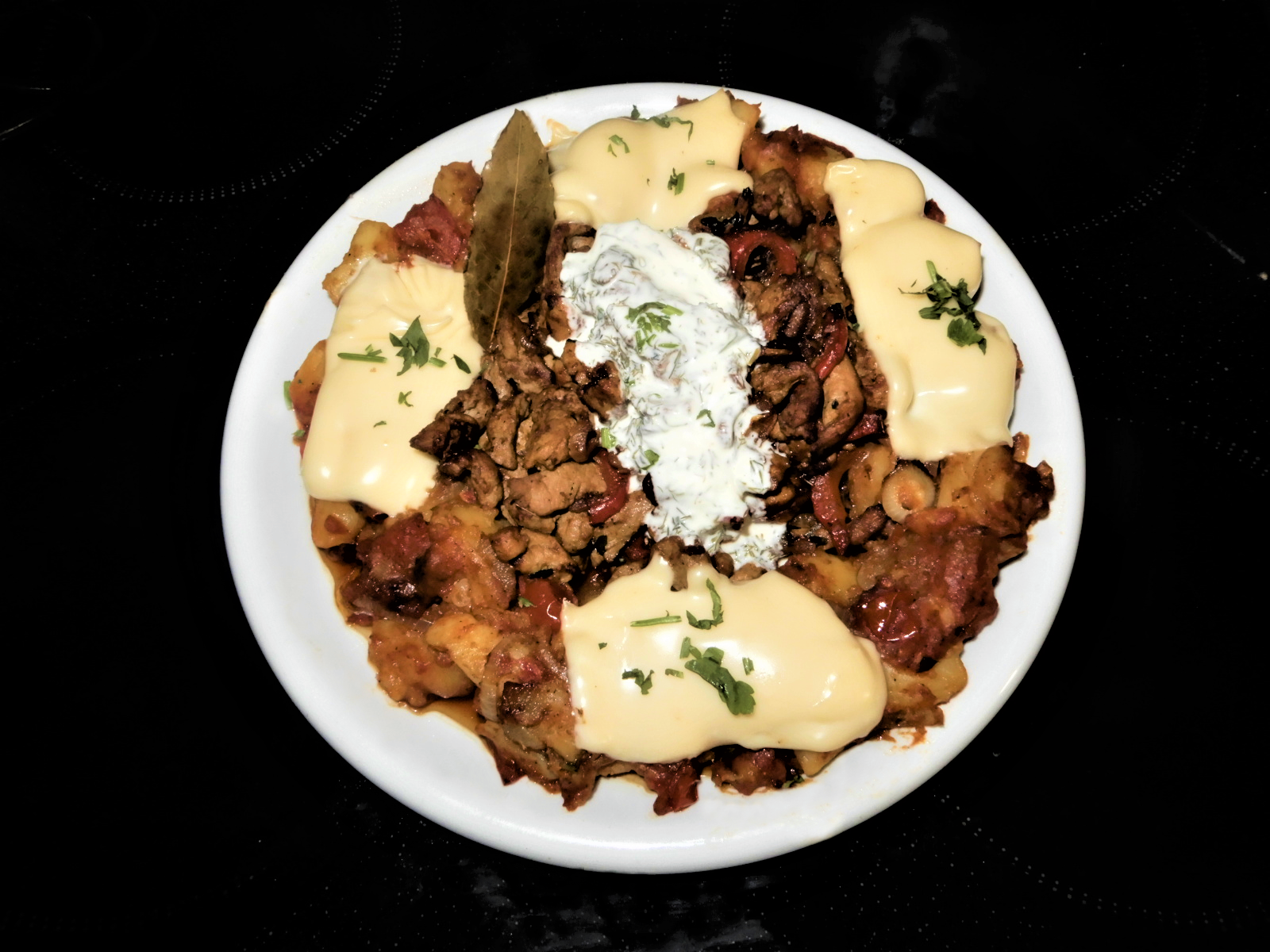
Iahnie cartofi ca garnitură la filet de porc

Pentru prepararea unei iahnii simple de cartofi pentru 4 porții, dacă se consumă ca atare este nevoie de: 1 kg cartofi, 2-3 cepe, 3 roșii, opțional 2 căței de usturoi zdrobit, ½ lingură pastă de roșii, ulei, pătrunjel sau mărar tocat, 2 frunze de dafin, sare, piper, boia dulce și ceva apă sau bulion de legume.

## Preparare
Se curăță  cartofii, se spală și se taie bucăți în lung în sferturi, cât de cât egale. Separat se călesc cepele tăiate mărunt (și opțional usturoiul) în ulei pe foc mediu fără să se rumenească, se amestecă cu pasta de roșii, apoi se pun cartofii, roșiile tăiate bucăți fără semințe, sarea, boia și frunzele de dafin. Se stinge imediat cu o ceașcă de apă sau bulion de legume și se lasă să fierbe înăbușit vreo 15-20 de minute. La urmă se mai adaugă piperul, pătrunjelul și/sau mărarul. 

## Variații
- Se adaugă ardei grași tăiați cubulețe.
- Pasta de roșii și roșiile se înlocuiesc prin smântână acră.[5]
- Se servește împreună cu frigărui sau cârnați afumați.[6]
- Se poate servi ca garnitură la carne cu murături.